# Західні Татри
Західні Татри (словац. Západné Tatry) — західна частина Татр, частина Фатрансько-Татранської області в Словаччині. Найвища точка — гора Бистра, 2248 м.
Західні Татри поділяються на 6 геоморфологічних частин:
- Особіта
- Сивий Верх
- Ліптовські Татри
- Рогаче
- Червені Врхі
- Ліптовські Копи

## Гідрографія
Протікають
- Бобровецький потік[1]
- Борова вода[2]
- Волярисько[3]
- Врбічка[4]
- Каменістий поток
- Клиновка[5]
- Кривий потік[6]
- Латана[7]
- Полянський потік[8]
- Ракитіє[9]
- Стара Вода[10]
- Юраньов потік[11]
- Ямницький потік[12]